# ヘルシンキ現代美術館
ヘルシンキ現代美術館（ヘルシンキげんだいびじゅつかん、Kiasma、NYKYTAITEEN MUSEO KIASMA、キアズマ）は、フィンランド共和国のヘルシンキの目抜き通り、マンネルヘイム通りにある現代美術専門の美術館である。フィンランド・ナショナル・ギャラリーのコレクションのうち現代美術作品を収蔵・展示している。現代美術に関する教育・普及を図るほか、市民の憩いの場、待ち合わせ場所、美術体験の場としての機能も期待されている。『キアズマ』の名は交差地点（特に視神経の交差部分）を意味する "chiasm" に由来する。

## 沿革
1992年に建築設計競技が行われ、フィンランドなどスカンジナビアゆかりの建築家の勝利が期待されたが、翌年アメリカ人建築家スティーヴン・ホールの案『chiasma』が勝利し、設計者に選ばれた。この結果をめぐりフィンランド国内には議論もあったが、この建物はスティーブン・ホールの代表作になっている。また、中央郵便局とカール・グスタフ・エミール・マンネルヘイムの騎馬像との間の敷地に建設されることは、来館に便利な立地である反面、「敷地が狭すぎる」「マンネルヘイム像の周囲の環境にそぐわない」などとの批判を建設前・建設中に浴びていた。美術館の完成・開館は1998年5月であった。

## 関連事項
- アテネウム美術館
- シネブリュコフ美術館